# Zachaenus roseus
Eupsophus calcaratus là một loài ếch thuộc họ Leptodactylidae.
Đây là loài đặc hữu của Chile.